# ألداير أدولاي دجالو بالدي
ألداير أدولاي دجالو بالدي (بالبرتغالية: Aldair Adulai Djaló Baldé) (مواليد 31 يناير 1992) ويشتهر باسم ألداير هو لاعب كرة قدم غيني بيساوي-الميلاد وبرتغالي، يلعب في مركز المهاجم.

## روابط خارجية
- ألداير أدولاي دجالو بالدي على موقع قاعدة بيانات كرة القدم.إي يو (الإنجليزية)
- ألداير أدولاي دجالو بالدي على موقع ناشيونال فوتبول تيمز (الإنجليزية)
- ألداير أدولاي دجالو بالدي على موقع Soccerway.com (الإنجليزية)
- ألداير أدولاي دجالو بالدي على موقع عالم كرة القدم.نت (الإنجليزية)
- ألداير أدولاي دجالو بالدي على موقع AS.com (الإسبانية)
- قالب:ForaDeJogo (بالبرتغالية)